# La strada per il paradiso
La strada per il paradiso (Paradise) è un film del 1991 scritto e diretto da Mary Agnes Donoghue.
Remake della pellicola francese Innocenza e malizia (Le Grand Chemin) di Jean-Loup Hubert.

## Trama
Ultimo giorno di scuola al collegio elementare Taunton: i bambini volano felici verso le vacanze. Tutti tranne Willard Young, che vive con la madre Rosemary. Il padre, un operatore radiofonico sulle navi, li ha abbandonati, seppur Willard, tenuto all'oscuro di tutto, speri sempre che torni a casa.
Si avvicina la nascita del secondo figlio e Rosemary ha bisogno di stare sola. Decide così di portare Willard a Paradise. Willard, a malincuore, si ritrova in una cittadina sul delta di un fiume, dove gli uomini si dedicano alla pesca e le mogli badano alla casa. Qui, viene affidato a Lily Reed, una cara amica che Rosemary non vedeva da anni, e a suo marito Ben. Nessuno immagina che quell'esperienza indimenticabile cambierà per sempre la loro vita.
Timido e introverso, presto Willard "cede" alle richieste di amicizia della tenera Billie, la vicina di casa dei Reed, anche lei priva del padre ad appena 9 anni. Grazie alla vitalità di Billie, Willard ritrova il sorriso, vive gioie ed emozioni mai provate, riuscendo a godere della tanto odiata vita di campagna.
Ma c'è qualcosa di nascosto nell'aria. L'armonia di Paradise e la vita dei Reed, apparentemente semplice e invidiabile, celano un dolore profondo e mai dimenticato. Un pomeriggio, appostato su di un albero, Willard scorge Lily mentre porta dei fiori sull tomba di James Reed, il figlio morto all'età di soli 3 anni. Da allora Lily vive in un profondo senso di colpa, chiusa in se stessa e lontana da tutto ciò che la circonda, compreso suo marito Ben. Il pianto del figlio, che lei aveva ignorato poco prima che morisse soffocato, la ossessiona. Willard comprende gli occhi spenti di Lily e Ben e si avvicina a loro, li aiuta con l'innocenza che solo i bambini sanno regalare. Trova in Ben il padre che non ha mai avuto, il padre con cui giocare, che lo porta a pesca e che, soprattutto, riesce a fargli vincere la paura di vivere. In lui, Lily e Ben ritrovano il figlio perso improvvisamente due anni prima. Willard riuscirà anche a far riaccendere l'amore tra i due e la casa dei Reed, finalmente, ritroverà l'armonia di Paradise.

## Riconoscimenti
- 1992 - Young Artist Awards
  - Miglior giovane attrice protagonista (Thora Birch)